# Вірус Уна
Вірус Уна (англ. Una virus) — вид вірусів роду Alphavirus. Згідно з Балтиморською класифікацією належить до IV групи вірусів. Є представником арбовірусів, передається, в основному, членистоногими.

## Актуальність та історичні факти
Вірус Уна широко поширений у Південній Америці, де був виявлений у комарів і хребетних хазяїв, таких як люди, птахи та коні. Вперше виділений у комарів Psorophora ferox у штаті Пара, Бразилія. Вірус широко поширений у тропічних і субтропічних регіонах Центральної та Південної Америки, таких як Бразилія, Колумбія, Французька Гвіана, Панама, Суринам, Тринідад і Тобаго та Венесуела. Було знайдено значне переважання нейтралізуючих антитіл проти вірусу Уна у чорної мавпи-вийка (Alouatta caraya) із субтропічних регіонів Аргентини та Парагваю. Цей вірус є єдиним членом комплексу SFV, що виявлений в Аргентині, де два штами вірусу (Cba An 979 та Cba An 995) були виділені від хворих або мертвих коней у Ріо-Сегундо та Колонія-Відела, двох селах у провінції Кордова. Проведені там дослідження показали поширеність нейтралізуючих антитіл проти вірусу Уна до 3,8% популяції. Це показує, до якою південної межі відбувається поширення вірусу.